# Tolo
Tolo (Grieks: Τολό) is een dorp in de deelgemeente (dimotiki enotita) Asini van de fusiegemeente (dimos) Nafplio, in de Griekse bestuurlijke regio (periferia) Peloponnesos.
Het is een toeristische badplaats, langgerekt en 10 km ten zuidoosten van Nafplio aan de golf van Argolis.
Tussen Nafplio en Tolo ligt het nonnenklooster Agia Moni.